# Otodistomum veliporum
Otodistomum veliporum är en plattmaskart. Otodistomum veliporum ingår i släktet Otodistomum och familjen Azygiidae. Inga underarter finns listade i Catalogue of Life.